# Филарет (Карагодин)
Архиепи́скоп Филаре́т (в миру Анатолий Васильевич Карагодин; 21 августа 1946, Одесса) — архиерей Русской православной церкви на покое, бывший архиепископ Пензенский и Кузнецкий.

## Биография
Родился 21 августа 1946 года в городе Одессе в семье священника.
В 1962 году окончил среднюю школу № 103.
С 1962 по 1965 год работал электриком.
В 1965 году поступил в Одесскую духовную семинарию, однако в том же году был призван в армию; служил до 1968 года, после чего продолжил обучение в семинарии. В 1971 году окончил семинарию и поступил в Московскую духовную академию.
Во время учёбы в академии был иподиаконом патриарха Пимена.
В 1974 году был принят в число братии Троице-Сергиевой Лавры.
В 1975 году окончил регентский класс и Московскую духовную академию со степенью кандидата богословия за сочинение «Духовная жизнь и культура православного священнослужителя».
4 апреля 1975 года пострижен в монашество наместником Лавры архимандритом Иеронимом (Зиновьевым) с наречением имени Филарет в честь Филарета Милостивого.
29 июня 1975 года патриархом Пименом рукоположён во иеродиакона.
30 мая 1977 года рукоположён во иеромонаха архиепископом Дмитровским Владимиром (Сабоданом).
В 1977 году принят в число насельников Одесского Успенского мужского монастыря, назначен преподавателем Одесской духовной семинарии и регентом семинарского хора.
В 1980 году возведён в сан игумена.
В 1987 году возведён в сан архимандрита.
С 15 марта 1989 года наместник Одесского Успенского мужского монастыря.

### Архиерейство
20 февраля 1990 года назначен епископом Астраханским и Енотаевским.
10 марта в Богоявленском соборе состоялось наречение во епископа Астраханского и Енотаевского.
Хиротонисан 11 марта 1990 года.
При нём обострилось противостояние с коммунистическими властями, в первую очередь, из-за проблемы возвращения церковных зданий; принципиальное значение приобрела судьба кремлёвского Успенского собора.
С новой властью, сменившей коммунистов, епископ Филарет сумел установить конструктивные отношения. Привлёк в церковь значительную часть интеллигенции, молодёжи, казачества.
12 августа 1992 года назначен епископом Дмитровским, викарием Московской епархии, ректором Московской духовной академии и семинарии. Временно управлял Астраханской епархией до 20 октября 1992 года.
17 июля 1995 года назначен епископом Майкопским и Армавирским.
С 28 декабря 2000 года — епископ Пензенский и Кузнецкий.
29 февраля 2004 года патриархом Московским и всея Руси Алексием II был возведён в сан архиепископа.
С июля 2009 года находился на лечении в Москве, 16 сентября того же года временным управляющим Пензенской епархией был назначен епископ Люберецкий Вениамин (Зарицкий).
7 января 2010 года совершил первую после лечения Божественную Литургию в Покровском архиерейском соборе города Пензы.
31 мая 2010 года постановлением Священного синода почислен на покой по состоянию здоровья.
После чего был назначен почётным настоятелем храма Преображения Господня в Богородском города Москвы, где регулярно совершал богослужения.
В марте 2014 года указом Патриарха Московского и всея Руси Кирилла назначен на служение в Иоанно-Предтеченский ставропигиальный женский монастырь города Москвы.

## Публикации
- Единство христианской жизни // Журнал Московской Патриархии. 1972. — № 2. — С. 28-29.
- Экзамен в Московской духовной академии [профессорского стипендиата С. Н. Димитрова (Болгария)] // Журнал Московской Патриархии. 1973. — № 9. — С. 19-20
- Евангелие — основа жизни // Журнал Московской Патриархии. 1973. — № 9. — С. 33-35.
- Вечная память почившим [Тихоновский И. Я., преподаватель ОДС, Одесская епархия] // Журнал Московской Патриархии. 1978. — № 4. — С. 28-29.
- К назначению нового наместника Одесского Успенского монастыря // Журнал Московской Патриархии. 1978. — № 3. — С. 12
- Слово на торжественном собрании в Московских Духовных школах 1 сентября 1993 года // Журнал Московской Патриархии. 1993. — № 12. — С. 7-10
- Передавая духовный опыт [интервью с ректором МДА епископом Дмитровским Филаретом] / интервью — ответы: Филарет, епископ Дмитровский, интервью — вопросы: Якунин Вадим // Журнал Московской Патриархии. 1994. — № 9-10. — С. 33-36
- Слово на выпускном академическом акте 14 июня 1995 года // Журнал Московской Патриархии. 1995. — № 6-8. — С. 46-47.
- Поэт непростой эпохи // М. Ю. Лермонтов и Православие : сборник статей о творчестве М. Ю. Лермонтова / Сост. В. А. Алексеев. — М. : Издательский дом «К единству!», 2010. — 512 с. — С. 11-13

## Награды
- Орден Дружбы (28 декабря 2000 года) — за большой вклад в укрепление гражданского мира и возрождение духовно-нравственных традиций[6]
- Орден святого благоверного князя Даниила Московского II ст.
- Орден преподобного Сергия Радонежского II[7] и III ст.
- Орден святого равноапостольного великого князя Владимира III ст.
- Ордена и медали Александрийской и Антиохийской Православных Церквей